# Triso dermopterus
Triso dermopterus är en fiskart som först beskrevs av Temminck och Hermann Schlegel 1842.  Triso dermopterus ingår i släktet Triso och familjen havsabborrfiskar. IUCN kategoriserar arten globalt som livskraftig. Inga underarter finns listade i Catalogue of Life.